# Draža Mihailović

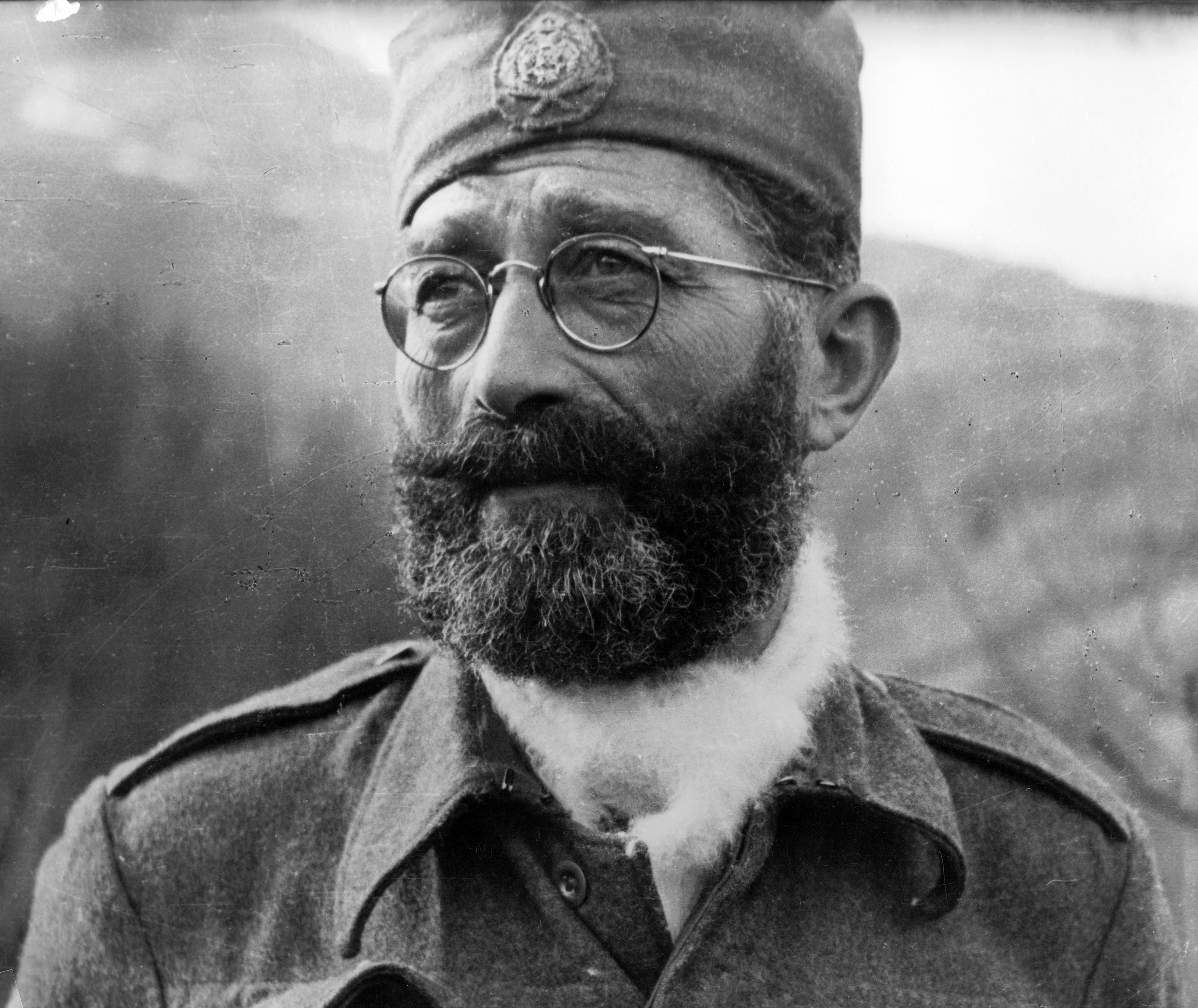
Draža Mihailović in 1943

Dragoljub (Draža) Mihailović (Servisch: Драгољуб "Дража" Михаиловић, ook bekend als "Чича Дража" of "Čiča Draža", wat "oude man Draža" betekent) (Ivanjica, 27 april 1893 - Belgrado, 17 juli 1946) was een Servisch militair.
Hij ging op vijftienjarige leeftijd naar de militaire academie in Belgrado en vocht in 1912 mee als soldaat in de oorlog tegen Turkije. Daarna vocht hij mee in de Eerste Wereldoorlog tegen Oostenrijk-Hongarije en Albanië. 
In de Tweede Wereldoorlog werd Joegoslavië door het leger van Nazi-Duitsland veroverd. Mihailović, die tijdens de inval kolonel was, weigerde te capituleren en werd leider van de četniks, een nationalistische verzetsbeweging. In 1941 werd hij door de Joegoslavische regering in ballingschap benoemd tot generaal en minister van oorlog.
Na aanvankelijke samenwerking keerden de četniks zich tegen de communistische Josip Tito en zijn Joegoslavische partizanen. Met de Duitse en/of Italiaanse bezetters werd juist meer samengewerkt. De geallieerden, die berichten kregen over de alliantie van četniks en bezetters in hun strijd tegen de partizanen steunden vanaf 1944 Tito, en niet langer de četniks.
Na de oorlog werd Mihailović in 1946 opgepakt door de partizanen en wegens collaboratie veroordeeld tot de doodstraf. Op 17 juli 1946 werd hij na een militair proces geëxecuteerd. 

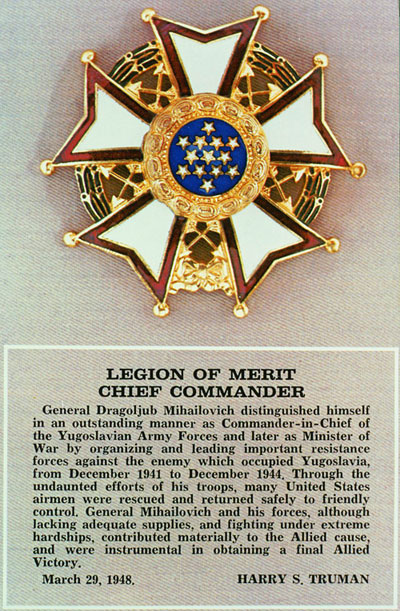
De onderscheiding van grootofficier in het Legioen van verdienste van de Verenigde Staten, verleend door president Harry S. Truman

In 2005 heeft een dochter van Mihailović een medaille in ontvangst genomen die in 1948 is verleend door president Harry S. Truman.
In 2015 werd Mihailović door het hooggerechtshof in Belgrado postuum gerehabiliteerd. Deze rehabilitatie vond plaats op grond van procedurefouten in het oorspronkelijke naoorlogse proces, niet omdat men hem onschuldig achtte aan de omvangrijke misdrijven waarvoor hij was veroordeeld.